# Две девушки (эфедризм)
Две девушки — шедевр коропластики, терракотовая статуэтка, изображающая игроков в эфедризм. Суть игры: кидать в специальный камень мячи или гальку, пытаясь перевернуть его. Тот, кому удаётся это сделать, считается победителем, после чего проигравший на своей спине должен пронести победителя на определённое расстояние. Статуэтка изготовлена в Коринфе в конце IV — начале III века до н. э. В XIX веке приобретена Петром Сабуровым, позже в составе его коллекции поступила в Эрмитаж, где и находится в настоящее время. Выставлена в постоянной экспозиции музея в Зале эллинистического искусства.

## Описание
Статуэтка высотой 26 см выполнена из глины, после обжига была покрыта белой обмазкой, а затем раскрашена. Изображает размашисто шагающую девушку, которая на своей спине держит другую девушку. Обе — игроки в эфедризм, по правилам которого проигравшая должна на себе пронести победительницу. В левой руке у верхней девушки мяч — атрибут игры.
У проигравшей девушки характерная причёска для конца IV — начала III века до н. э., напоминающая по форме дыню. Название такой причёски в немецкой (melonfrisur), французской (a la grosses côtes de melon) и английской (melon coiffure) литературе даже имеет отсылку к дыне (melon). Лицо у девушки спокойное и серьёзное, одеяние состоит из нижнего тонкого хитона, поверх которого надет второй, более плотный хитон. У победительницы волосы спрятаны под косынку, видны только выступающие на лоб пряди. Она не похожа на нижнюю девушку: у неё худощавое лицо с заострённым подбородком. На ней тонкий хитон с круглым вырезом и короткими рукавами.
Статуэтка раскрашена светло-кремневой краской цвета слоновой кости (наиболее интенсивный цвет использован на волосах). Пигментом для краски служила охра (хотя полный состав до сих пор не определён). На платье одной из девушек сохранился также тонкий, едва заметный слой розово-бежевой краски.
Сохранность статуэтки (несмотря на хрупкость и возраст) очень хорошая. Утрачены пальцы рук верхней девушки и правая ступня нижней (она была восстановлена реставратором ещё до попадания в Эрмитаж, вероятнее всего по заказу торговца древностями, чтобы придать ей более «товарный вид»).

## Сюжет

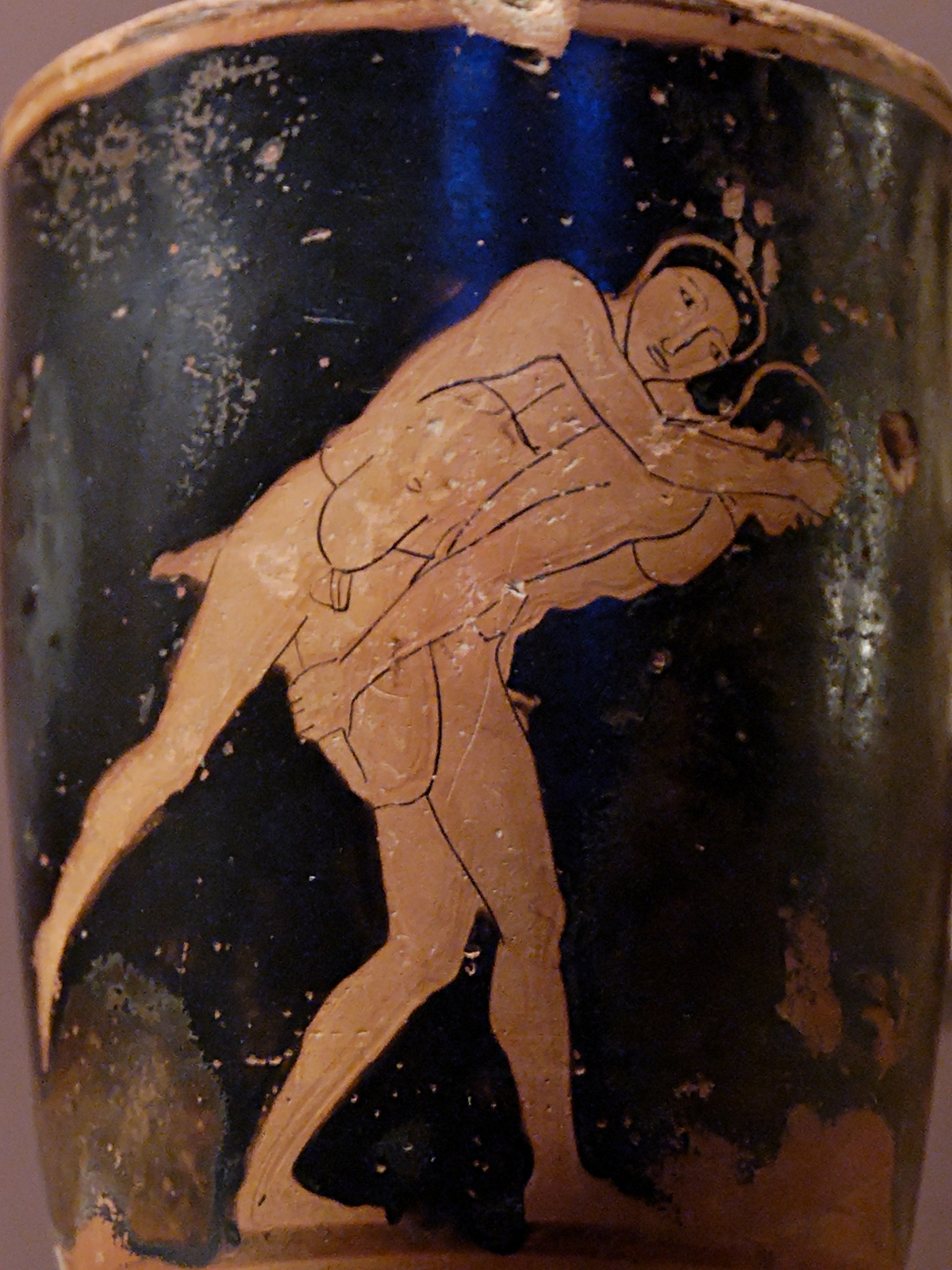
Юноши, играющие в эфедризм. Роспись на лекифе. Глина, вторая четверть V века н. э. Лувр, Париж. Инв. CA 1988

Статуэтка изображает эпизод игры под условным названием эфедризм (от греч. глагола ἐφεδρίζω, означающего «сидеть на чем-то»). Вот как эту игру описывает Поллукс в своём сочинении «Ономастикон»: «Они кладут на землю камень и кидают в него с расстояния мячи или гальку. Тот, кому не удается перевернуть камень, тащит другого, так что тот, кого он несёт, закрывает ему глаза до тех пор, пока он, если не собьётся с пути, не достигнет камня, который называется диорос». Существовали также другие игры с похожими правилами, когда побеждённый должен нести на себе победителя, под названием «энкотилэ», «энкрикадея» (возможно, это разные названия одной и той же игры), а также «остракинда», в которую играли командами.

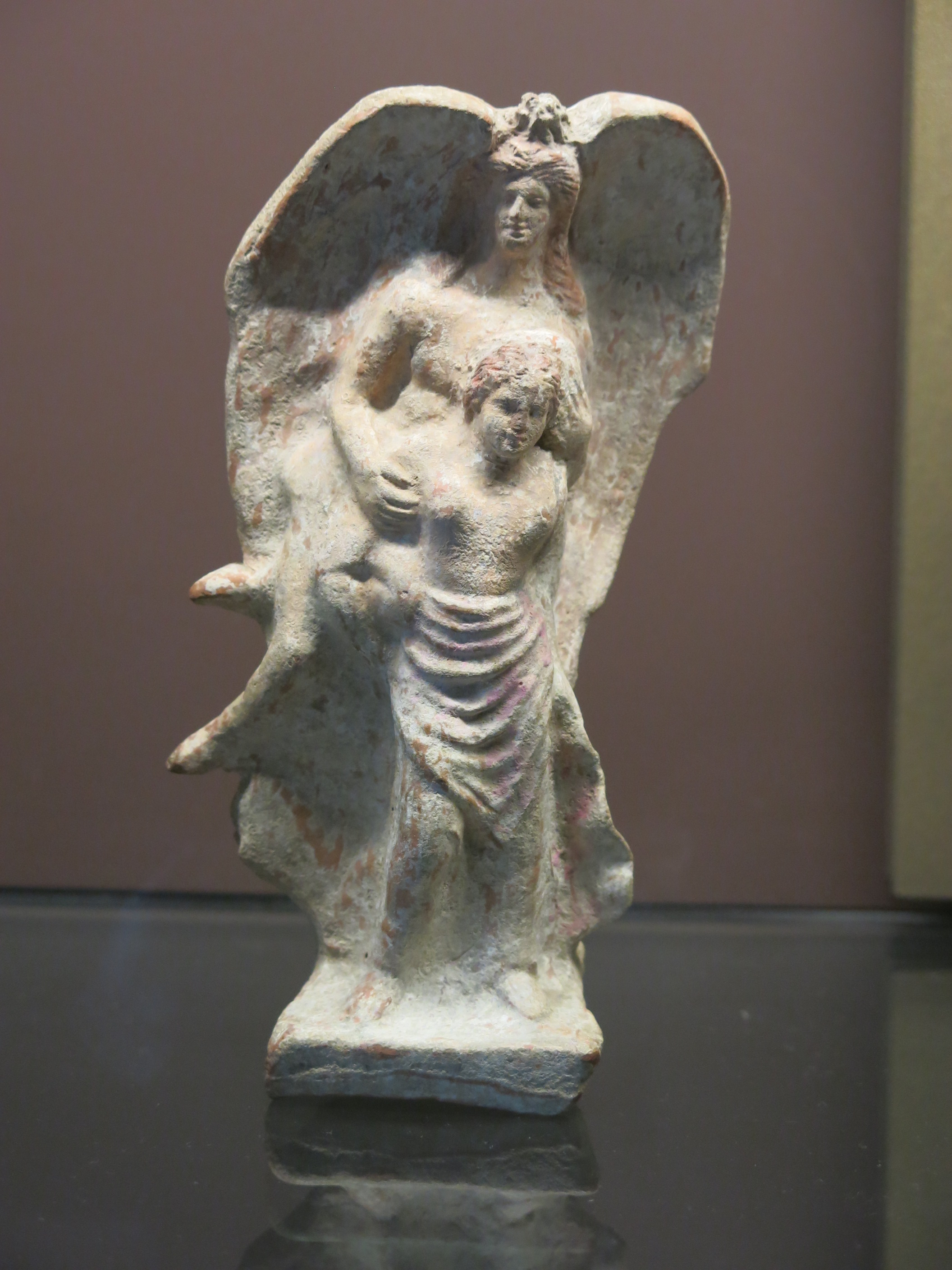
Девушки, играющие в эфедризм. Глина, первая половина III века до н. э. Лувр, Париж. Инв. CA 465

На статуэтке из Эрмитажа «победительница» не закрывает рукой глаза «проигравшей». Исследователи объясняют это несколькими причинами. Например, скульптор мог запечатлеть момент «запрыгивания» на проигравшую или «спрыгивания» с неё. Французский учёный XIX века С. Рейнак отмечал возможность существовании разновидности игры без камня диорос, до которого проигравшая должна была донести победительницу с закрытыми глазами. В случае отсутствия такого камня закрывать ей глаза было уже незачем. Выдвигалось также мнение, что девушки (в отличие от юношей) могли играть в более лёгкую форму игры. Хранитель Государственного Эрмитажа Е. Ходза выдвигает ещё одну версию: так как игры в мяч иногда носили ритуальный характер и проходили перед храмами, скульптор в победительнице мог символически изобразить богиню Афродиту. В этом случае девушка, несущая Афродиту на своих плечах, — проигравшая не столько в мяч, сколько в неравной схватке с богиней любви. В пользу версии с богиней говорит тот факт, что в Лувре (см. иллюстрацию) хранится статуэтка, где верхняя девушка изображена с крыльями (на сайте музея она отождествляется с Психеей), другая фигура с крыльями (отождествляемая с Никой) хранится в Национальном археологическом музее Афин.
Статуэтки с похожим сюжетом имеются в других музеях, например в Метрополитене, несколько в Лувре, археологическом музее Джона Хопкинса, Музее Алларда Пирсона, Капитолийском музее и других.
Американский археолог Гомер Армстронг Томсон предложил другое прочтение сюжета. По его мнению, скульптура изображает двух Гесперид, помогающих Гераклу добыть золотые яблоки. Одна из девушек приподнимает другую, чтобы та могла сорвать плод. В этой интерпретации у «победительницы» в руках не мяч, а яблоко. Гомер Томсон также выдвинул гипотезу, что эрмитажная скульптура является не самостоятельным произведением, а уменьшенной репликой какой-то знаменитой или значимой в прошлом статуи. По его мнению, такой статуей могла служить найденная в 1934 году в Афинах недалеко от храма Гефеста сильно фрагментируемая скульптура двух женщин (ныне хранится в Музее Акрополя). Г. Томпсон посчитал, что она является частью скульптурного декора Гефестейона, а именно акротерием — навершием восточного фронтона здания. В своей реконструкции акротерия Томпсон использовал именно статуэтку из Эрмитажа. Впоследствии от своей трактовки археолог отказался, а найденная в 1934 году скульптура ныне трактуется как раненная царём Диомедом Афродита.

## Танагрские статуэтки
Эрмитажная фигура двух девушек относится к так называемым танагрским статуэткам (название происходит от города Танагра в Беотии, где они впервые были обнаружены). Такие статуэтки производили из глины во многих античных поселениях IV—II веков до н. э., в основном в качестве вотивных предметов, — их клали в могилу к умершему. Помимо заупокойного культа, их использовали для украшения дома и, возможно, в качестве детских игрушек. Зачастую они изображают обыденные сцены домашней жизни, главным образом гинекеев (женских половин дома): матрон и молодых девушек, занятых хозяйством, шитьём или игрой с детьми. Статуэтки привлекли внимание не только археологов, но и художников-академистов. Например, Жан-Леон Жером создал ряд полихромных бронзовых статуэток в подражание «парижанкам античности».

После обнаружения таких статуэток в 1870 году, начался настоящий «танагрский бум» (1870-е и 1880-е годы). Некрополь, где нашли первые фигурки, был разграблен, а антикварный рынок Европы быстро наводнился как оригинальными, так и поддельными экземплярами. Систематические раскопки Афинское археологическое общество организовало только в 1973 году. В 1878 году, спустя 8 лет после открытия, танагрскую коропластику демонстрировали в Париже на Всемирной выставке в Трокадеро. В настоящее время подобные скульптуры экспонируются во многих музеях мира.

Танагрские статуэтки в различных музеях мира
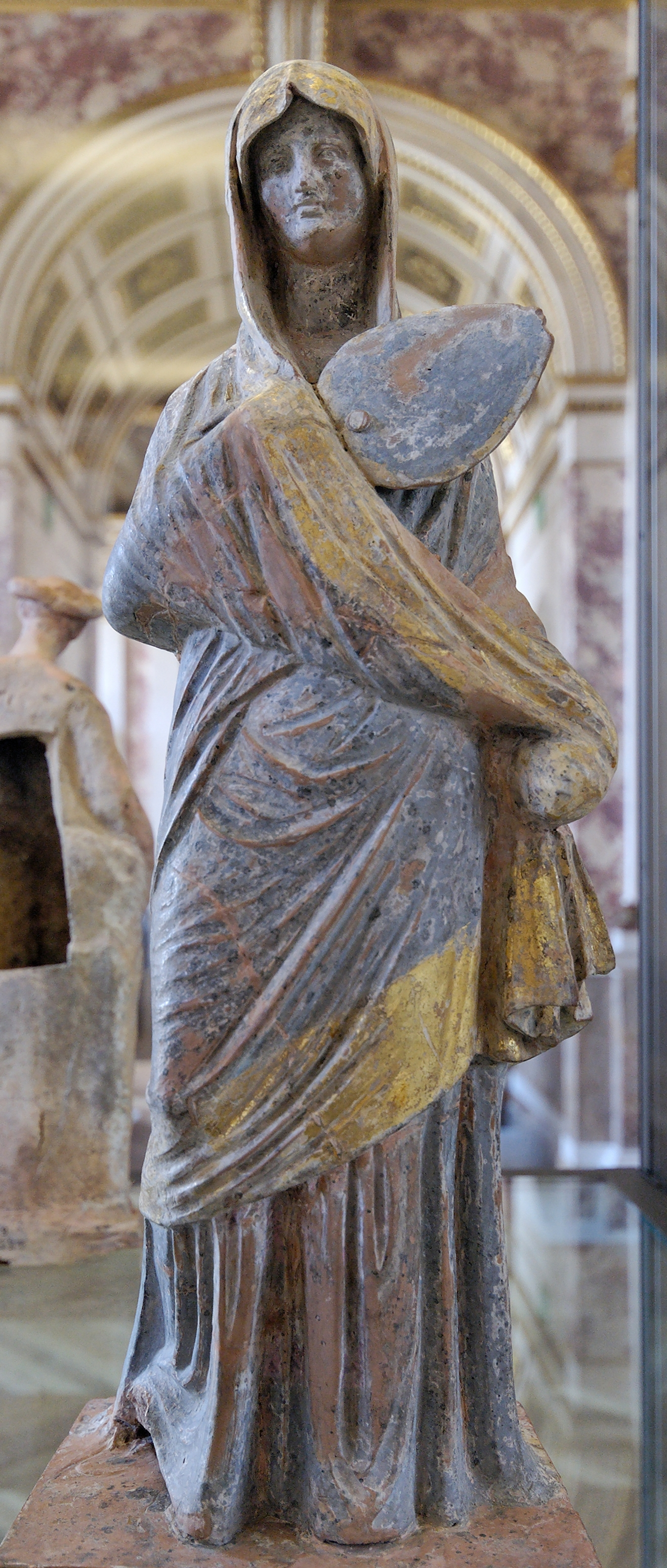
«Дама в голубом». Ок. 300 г. до н. э. Лувр, Париж
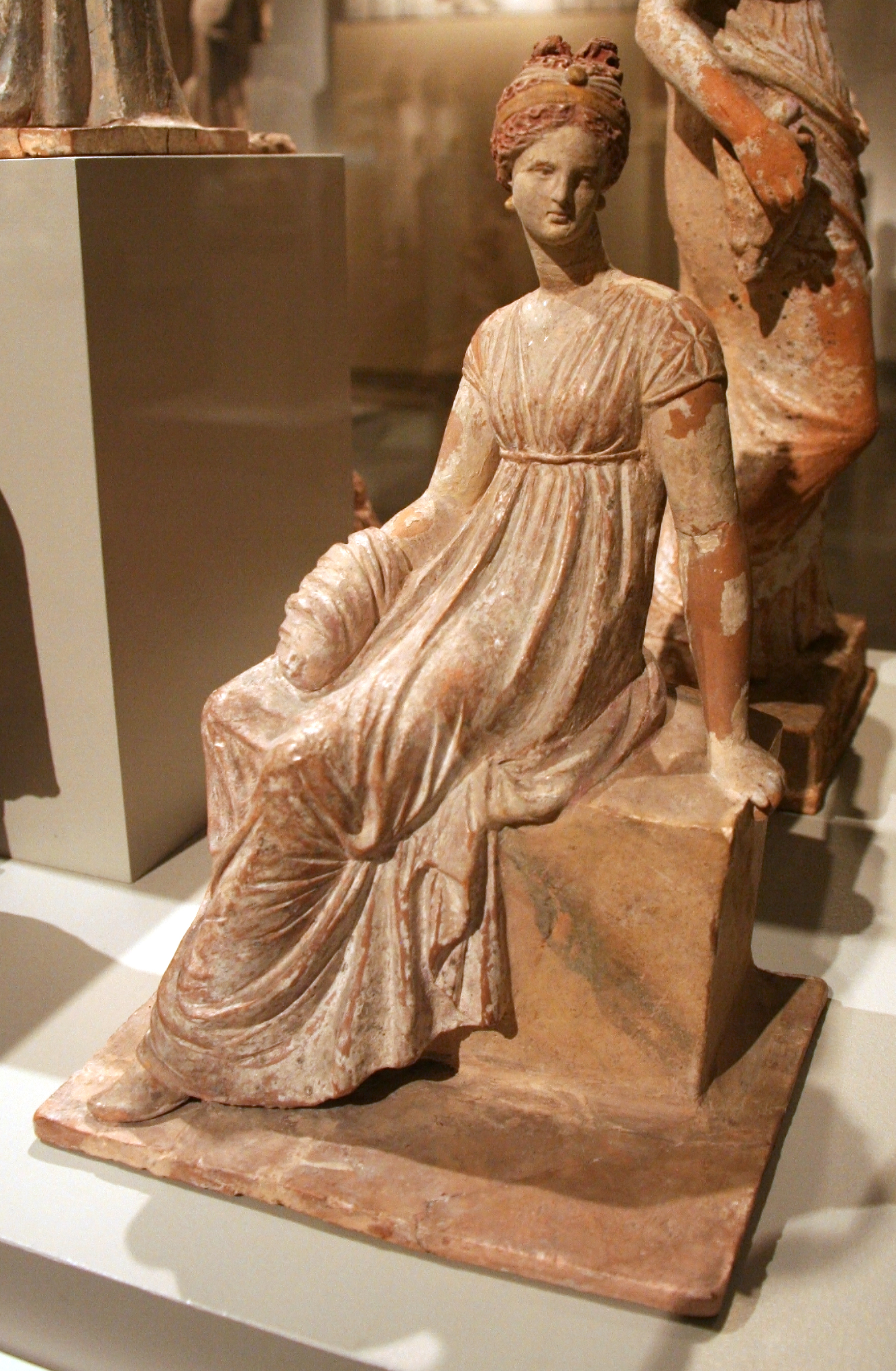
«Сидящая женщина». Старый музей, Берлин
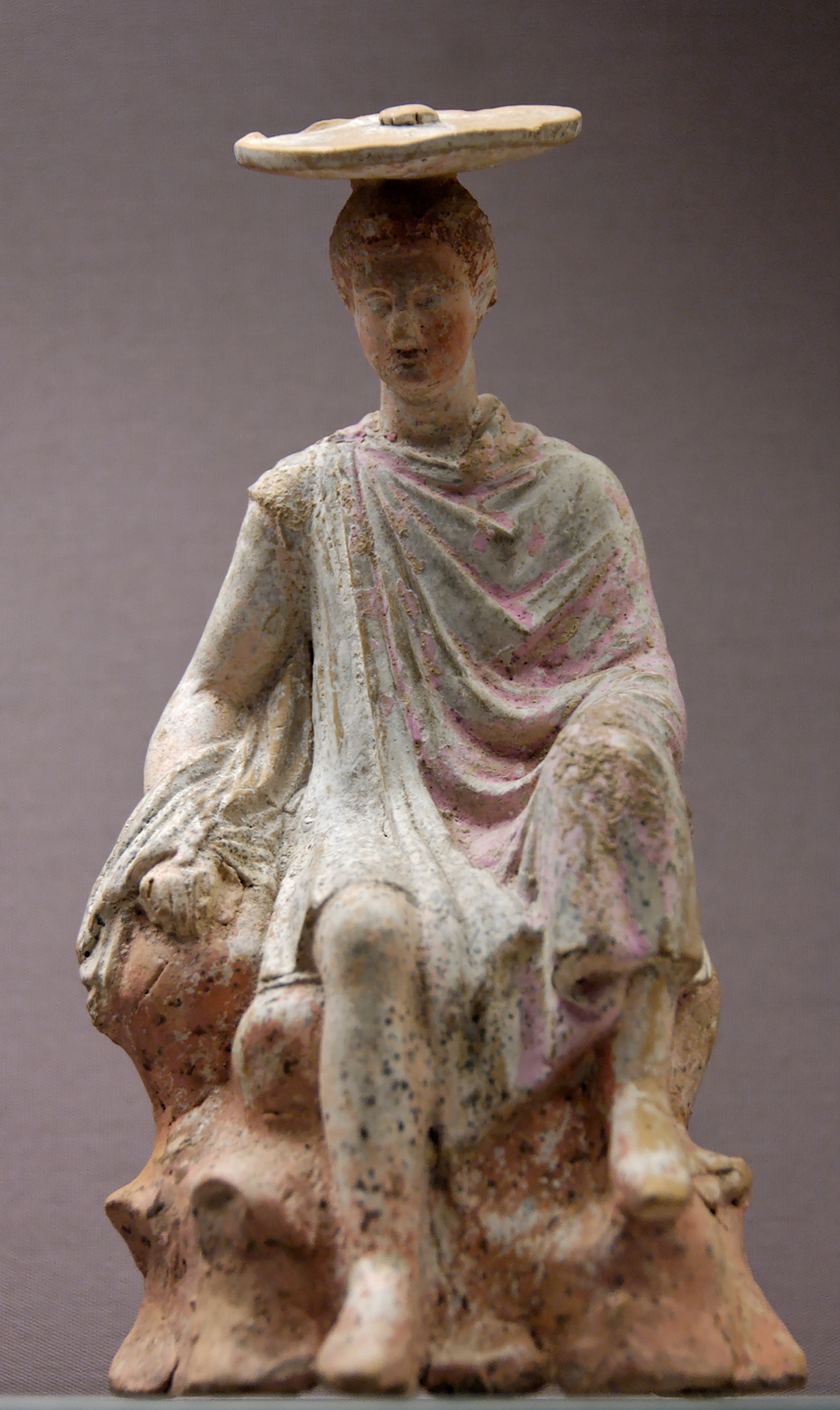
«Молодой человек, сидящий на камне». Беотия. Ок. 300 г. до н. э. Британский музей, Лондон
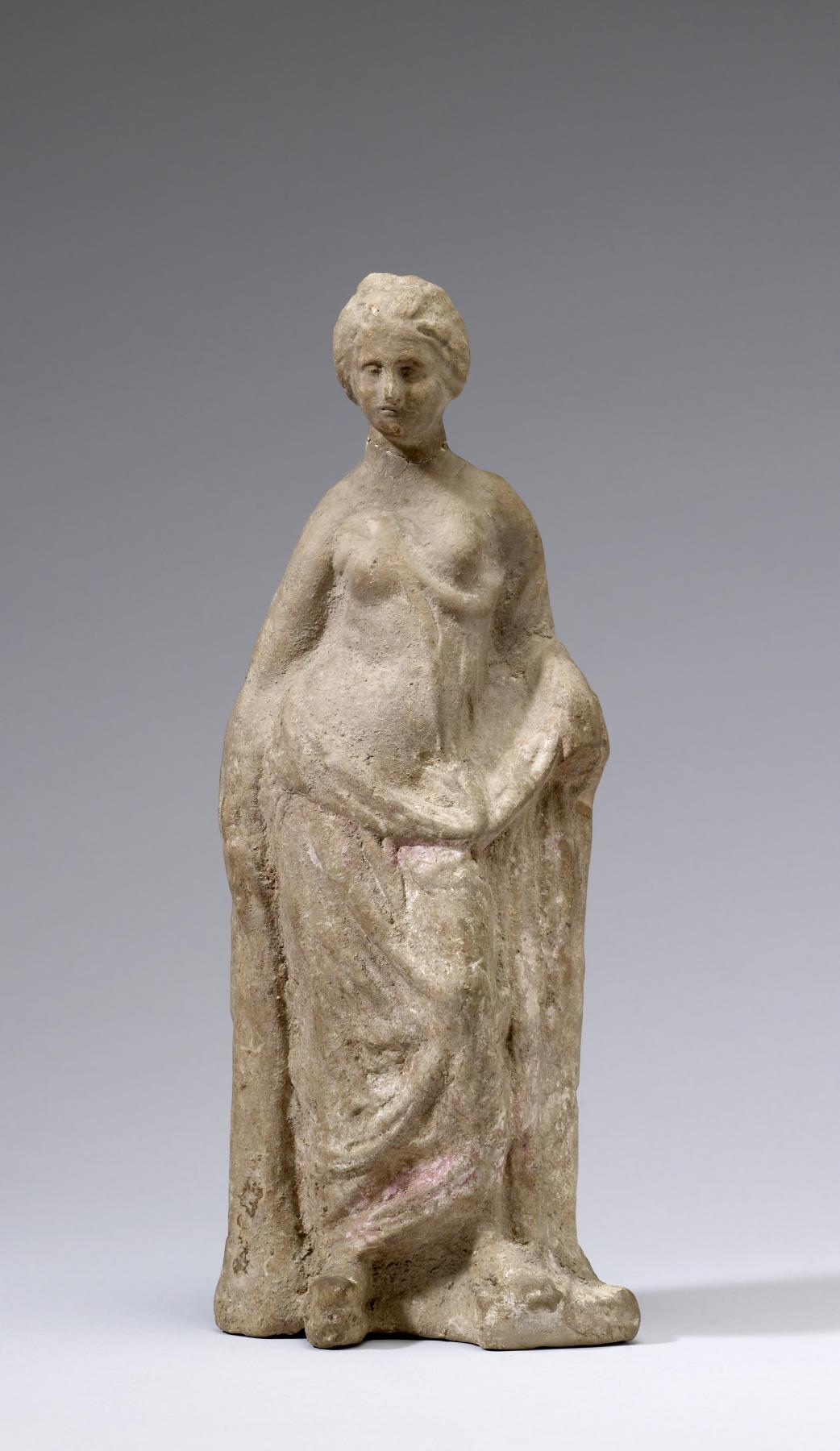
«Женская фигурка». Художественный музей Уолтерса, Балтимор

## Коллекция П. Сабурова
Попал под воздействие «Танагрского бума» и Пётр Александрович Сабуров (1835—1918). Эрмитажная статуэтка происходит именно из его коллекции. В 1870—1879 годах он служил в Греции в качестве чрезвычайного посланника и полномочного министра. Увлекаясь коллекционированием, Пётр Александрович сумел собрать уникальную коллекцию мраморной скульптуры, ваз, изделий из бронзы и терракоты. Своё собрание в 1884 году он продал Императорскому Эрмитажу. Сохранилась переписка тогдашнего директора Эрмитажа князя Александра Васильчикова с министром Двора, графом И. И. Воронцовом-Дашковым, в которой А. Васильчиков пишет: «Я осмеливаюсь умолять Ваше Сиятельство обратить августейшее внимание Его Величества на абсолютную необходимость приобрести для Эрмитажа коллекцию Сабурова. Я буду считать себя не сумевшим исполнить свои полномочия как следует, позволив упустить приобретение предметов столь прекрасных, столь замечательных и столь необходимых Эрмитажу». На выкуп коллекции Сабурова было выделено из казны 100 000 рублей.
В 1886 году хранитель античных древностей Императорского Эрмитажа Г. Е. Кизерецкий составляет на французском языке опись более 200 предметов коллекции П. Сабурова, в которой под номером три упоминается «группа из двух женщин, одна из которых несёт на спине другую».
В настоящее время скульптура представлена в постоянной экспозиций музея в Зале эллинистического искусства (№ 121).
В 1992 году статуэтка была представлена на выставке в Барселоне «Спорт в античной Греции. От игры к соревнованиям», приуроченной к открытию Олимпийских игр.